# Høstsonaten
Høstsonaten er en svensk dramafilm fra 1978 skrevet og instrueret af Ingmar Bergman. Filmen har blandt andre Ingrid Bergman, Liv Ullmann og Lena Nyman i hovedrollerne.
Filmen blev nomineret til to Oscars for henholdsvis bedste manuskript og bedste kvindelige hovedrolle (Ingrid Bergman). Den blev tildelt Césarprisen i Frankrig og en Golden Globe i USA for bedste udenlandske film.

## Handling
For første gang i syv år besøger Charlotte Andergast, en succesfuld koncertpianist, sin datter Eva. Et besøg, der ændrer deres forhold for altid.

## Medvirkende
- Ingrid Bergman - Charlotte Andergast
- Marianne Aminoff - Charlottes privatsekretær
- Liv Ullmann - Eva
- Linn Ullmann - Eva som barn
- Lena Nyman - Helena
- Halvar Björk - Viktor
- Arne Bang-Hansen - farbror Otto
- Gunnar Björnstrand - Paul
- Erland Josephson - Josef
- Georg Løkkeberg - Leonardo
- Mimi Pollak - klaverlæreren